# Айцова
Айцова (біл. Айцова) — село в складі Берестовицького району Гродненської області, Білорусь. Село підпорядковане Малоберестовицькій сільській раді, розташоване у західній частині області.